# René Pirolley
René Pirolley (Mont-Saint-Aignan, 17 ottobre 1931 – Antibes, 26 marzo 2013) è stato un nuotatore francese.
Ha gareggiato nei 100 metri dorso maschile ai Giochi della XIV Olimpiade, che si tennero a Londra nel 1948.